# Dayton (Ohio)
Dayton és la sisena ciutat més gran de l'estat dels Estats Units d'Ohio i és la seu del comtat de Montgomery, Ohio. En el cens de 2010 tenia 141.527 habitants i la Dayton metropolitan area tenia 841.502 residents. La Dayton-Springfield-Greenville Combined Statistical Area té 1.080.044 habitants el 2010 i és la 43a més gran dels Estats Units.
Dayton stà associada amb l'aviació; la ciutat disposa del National Museum of the United States Air Force. Orville Wright, el poeta Paul Laurence Dunbar, i l'empressari John Henry Patterson nasqueren a Dayton. Dayton també és coneguda pels molts invents que s'hi han produït, essent el més notable la invenció de l'avió amb motor pels germans Wright.

## Història
Dayton va ser fundat l'1 d'abril de 1796, per un grup de 12 colons coneguts com "The Thompson Party." Van viatjar el març des de Cincinnati pel riu Great Miami River en piragua i fodejaren a l'actual St. Clair Street, on hi havia dos campaments d'amerindis

### Clima
El clima de Dayton té els estius càlids i plujosos i els hiverns freds i secs. En la Classificació de Köppen és Cfao bé Dfa, segons la isoterma que s'esculli.
Al seu aeroport la temperatura mitjana del gener és de -2.5 °C i la de juliol és de 23,4 °C. Hi pot haver tornados. La pluviometria mitjana anual és de 1.040 mm.

## Ciutats agermanades
- Augsburg, Alemanya
- Holon, Israel
- Monròvia, Libèria
- Oiso, Japó

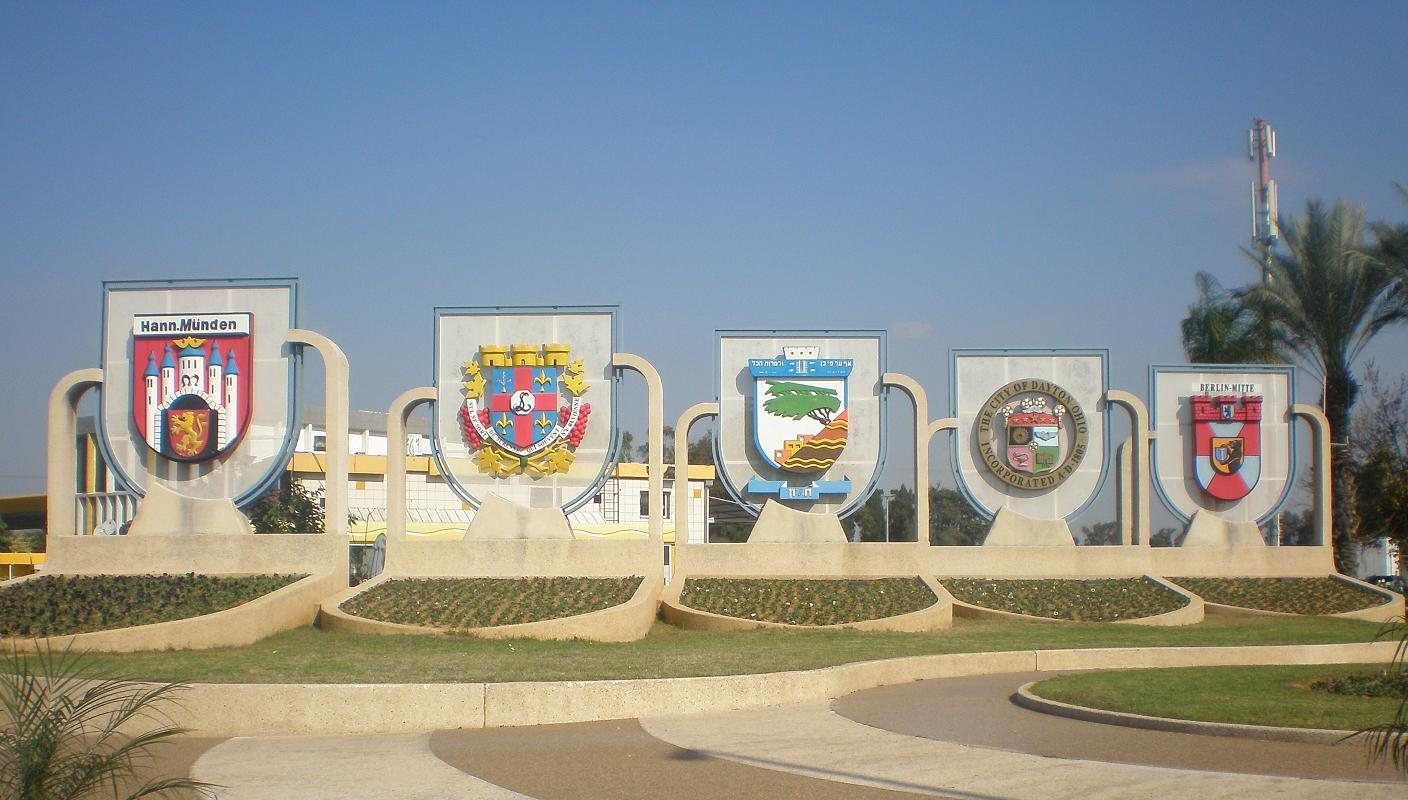
Dayton City Seal in sister city Holon, Israel (4th from the left)

- Sarajevo, Bòsnia i Hercegovina